# Криста Волф
Криста Волф (на немски: Christa Wolf) по баща Криста Иленфелд е германска писателка, романистка и есеистка. Тя е един от най-значимите автори на Германската демократична република.

## Биография
Родена е на 18 март 1929 г. в Ландсберг ан дер Варте (днес Гожов Великополски в Полша) в предишната провинция Бранденбург. След Втората световна война тя и нейното семейство биват прогонени от дома им отвъд новообразуваната източна граница на Германия при реките Одер и Найсе. През 1945 година се установяват в Мекленбург, който впоследствие се превръща в част от Германската демократична република (ГДР) или Източна Германия.
Криста Волф следва литература в Йена и Лайпциг. След дипломирането си работи за източногерманския съюз на писателите и става редактор на списанието Нойе дойче литератур. През 1951 година се омъжва за писателя Герхард Волф и приема неговото фамилно име.
Криста Волф е член на Обединената социалистическа партия, (комунистическата партия) на ГДР, от 1949 до 1989 – 1990 година. Документи от ЩАЗИ, открити през 1993 година, доказват, че тя е била неофициален агент-осведомител (Inoffizieller Mitarbeiter) през периода 1959 – 1961 година. Чиновниците от ЩАЗИ обаче недоволстват от нейната неактивност и престават да се интересуват от сътрудничеството ѝ. По време на Студената война Криста Волф открито критикува ръководството на комунистическата държава, но въпреки това остава вярна на убеждението си, че е против ново Обединение на Германия.

## Творчество
Утвърждаването на Криста Волф като писател става през 1963 година с публикуването на новелата Der geteilte Himmel (Разделено небе). Други нейни значими творби са Nachdenken über Christa T. (Размисли за Криста Т., 1968), Kindheitsmuster (Образци от детство, 1976), Kein Ort. Nirgends (Няма място. Никъде, 1979), Kassandra (Касандра, 1983), Auf dem Weg nach Tabou (На път за Табу, 1994) и Medea (Медея, 1996).
„Касандра“ е може би най-важната творба на Криста Волф, интерпретираща битката за Троя като война за икономическо надмощие и промяна от матриархално в патриархално общество. Was bliebt (Какво остава) описва живота на писателката под наблюдението на ЩАЗИ и е написана през 1979 година, но е публикувана едва през 1990 г.
 „На път за Табу“ включва есета, речи и писма, писани по време на четирите години след Обединението на Германия. Късната ѝ творба Leibhaftig (Пъкленост, 2002) описва съдбата на една жена, бореща се между живота и смъртта в болница в ГДР, очаквайки лекарства от Западна Германия.
Основни теми в творбите на Криста Волф са немският националсоциализъм, човешката природа, феминизмът и намирането на себе си.

## Награди и отличия
- 1961: Награда за изкуство на град Хале
- 1963: „Награда Хайнрих Ман“
- 1964: „Национална награда на ГДР“
- 1972: Theodor-Fontane-Preis des Bezirkes Potsdam
- 1978: „Бременска литературна награда“
- 1980: „Награда Георг Бюхнер“
- 1983: „Награда Франц Набл“
- 1983: „Възпоменателна награда Шилер“
- 1983: Почетен доктор на Щатския университет на Охайо в Кълъмбъс[1]
- 1984: „Австрийска държавна награда за европейска литература“
- 1987: Geschwister-Scholl-Preis
- 1987: Weinpreis für Literatur
- 1987: „Национална награда на ГДР“
- 1990: Почетен доктор на университета в Хилдесхайм[2] и на Брюкселския свободен университет[1]
- 1994: Rahel-Varnhagen-von-Ense-Medaille der Stadt Berlin
- 1997: Почетен доктор на университета в Торино[1]
- 1999: „Награда Елизабет Ланггесер“
- 1999: Samuel-Bogumil-Linde-Preis
- 1999: „Награда Нели Закс“
- 2001: Плакет на Свободната академия на изкуствата в Хамбург
- 2002: „Немска награда за книги“
- 2005: „Награда Херман Зинсхаймер“
- 2010: „Награда Томас Ман“ на град Любек
- 2010: „Награда Уве йонзон“
- 2010: Почетен доктор на Мадридския университет „Комплутенсе“[3]
- 2011: Hörkules für Stadt der Engel

## За нея
- Peter Böthig (Hg.). Christa Wolf – Eine Biographie in Bildern und Texten, Luchterhand, München, 2004
- Fausto Cercignani. Existenz und Heldentum bei Christa Wolf. „Der geteilte Himmel“ und «Kassandra», Königshausen und Neumann, Würzburg, 1988. ISBN 978-3-88479-370-1
- Sonja Hilzinger. Christa Wolf. Leben, Werk, Wirkung, Suhrkamp, Frankfurt/M. 2007, ISBN 3-518-18224-2
- Jörg Magenau. Christa Wolf – Eine Biographie, Kindler, Berlin, 2002
- Gisela Stockmann. Christa Wolf. Amselweg, In: Gisela Stockmann: Schritte aus dem Schatten. Frauen in Sachsen-Anhalt, Dingsda-Verlag, Querfurt 1993